# Конте-Лакалье, Алфи
Алфи Конте-Лакалье (англ. Alfi Conteh-Lacalle; 18 января 1985, Барселона, Испания) — испанский и сьерра-леонский футболист, нападающий. Выступал за клубы из Испании, Греции, Венгрии, Сьерра-Леоне, Норвегии и Исландии.
Являлся игроком юношеской сборной Испании до 19 лет и национальной сборной Сьерра-Леоне.

## Биография

### Клубная карьера
Воспитанник футбольной школы клуба «Барселона». После её окончания выступал за «Барселону C» и «Барселону B». В сезоне 2004/05 выступал за «Гаву» в четвёртом по силе дивизионе Испании и сыграл в 17 матчах и забил 3 гола.
В начале 2009 года стал игроком греческой «Кавалы». В составе которой провёл всего 2 игры, забив при этом 1 мяч во второй по силе лиге Греции. В январе 2010 года находился на просмотре в немецком клубе «Мюнхен 1860», но в итоге перешёл в венгерский «Ломбард». В феврале 2010 года он был отдан в аренду в «Ньиредьхазу». В чемпионате Венгрии Конте-Лакалье принял участие в трёх играх. Летом того же года перешёл на правах аренды в другой венгерский клуб, «Гонвед». В составе команды принял участие в 7 матчах чемпионата, и по одному поединку провёл в Кубке Венгрии и Кубке лиги.
В 2011 году вернулся в Испанию, где стал играть за «Террассу». В 2013 году являлся игроком команды «Каллон», которая выступала в чемпионате Сьерра-Леоне. В июле 2014 года находился на просмотре в датском «Хобро». Позже, Алфи стал игроком андоррского клуба «Лузитанс». В составе команды провёл 8 матчей и забил 5 голов в чемпионате Андорры. «Лузитанс» по итогам турнира стал серебряным призёром Примера Дивизио. В июле 2015 года принял участие в двух матчах первого квалификационного раунда Лиги чемпионов против английского «Вест Хэм Юнайтед». По сумме двух встреч андоррцы уступили со счётом (0:4).
Летом 2015 года перешёл в стан другого андоррского клуба — «Сан-Жулии». Конте-Лакалье принял участие в матче за Суперкубок Андорры 2015, в котором «Сан-Жулия» уступила «Санта-Коломе» (1:1 в основное время и 4:5 по пенальти), сам Алфи отметился реализованным одиннадцатиметровым. 27 сентября 2015 года дебютировал в составе команды в чемпионате Андорры в матче против «Ордино». Алфи забил последний гол в поединке и помог «Сан-Жулии» обыграть соперника со счётом (4:0). Сезон 2015/16 завершился для команды бронзовыми наградами чемпионата, также «Сан-Жулия» дошла до полуфинала Кубка Андорры, где уступила команде «Энгордань» (1:2).
Летом 2016 года стал игроком норвежского клуба «Эйгер», который выступал в третьем дивизионе страны. В составе команды отыграл полгода, забив 8 голов в 9 играх. В феврале 2017 года стал игроком исландского «Сельфосс» из второго дивизиона.

### Карьера в сборной
В 2004 году провёл один матч за юношескую сборную Испании до 19 лет против Словакии (4:0). В составе национальной сборной Сьерра-Леоне также провёл всего 1 игру, 7 июня 2008 года в рамках квалификации на чемпионат мира 2010 против Нигерии (0:1).

## Достижения
«Лузитанс»
- Серебряный призёр чемпионата Андорры (1): 2014/15

«Сан-Жулиа»
- Бронзовый призёр чемпионата Андорры (1): 2015/16